# Sojusz
Sojusz – układ o wspólnym działaniu, obejmujący dwa lub więcej państw, mający doprowadzić do osiągnięcia zamierzonego celu. Sojusz obejmujący dwa państwa to sojusz dwustronny, trzy to sojusz trójstronny, więcej niż trzy to sojusz wielostronny. Jako synonimy używane są też słowa: alians, koalicja, pakt, przymierze. Sojusz może mieć charakter gospodarczy, polityczny lub wojskowy (układ wojskowy, koalicja wojskowa). Synonimem skuteczności sojuszniczej w czasach współczesnych jest Organizacja Traktatu Północnoatlantyckiego (NATO).